# Championnat FIA GT 2004
Navigation
Édition précédente Édition suivante
La saison 2004 du Championnat FIA GT est la huitième édition de cette compétition. Elle se déroule du 28 mars au 4 novembre 2004. Elle comprend onze manches dont les 24 Heures de Spa. Elle a consacré les pilotes italiens Luca Cappellari et Fabrizio Gollin ainsi que l'équipe BMS Scuderia Italia.

## Calendrier
| Manche | Course                               | Circuit                         | Date                |
| ------ | ------------------------------------ | ------------------------------- | ------------------- |
| 1      | LG Super Racing Weekend Monza        | Autodromo Nazionale di Monza    | 28 mars             |
| 2      | LG Super Racing Weekend Valencia     | Circuit de Valencia             | 18 avril            |
| 3      | LG Super Racing Weekend Magny-Cours  | Circuit de Nevers Magny-Cours   | 2 mai               |
| 4      | LG Super Racing Weekend Hockenheim   | Hockenheimring                  | 16 mai              |
| 5      | LG Super Racing Weekend Brno         | Autodrom Brno Masaryk           | 30 mai              |
| 6      | LG Super Racing Weekend Donington    | Donington Park                  | 27 juin             |
| 7      | Proximus 24 Heures de Spa            | Circuit de Spa-Francorchamps    | 31 juillet 1er août |
| 8      | LG Super Racing Weekend Imola        | Autodromo Enzo e Dino Ferrari   | 5 septembre         |
| 9      | LG Super Racing Weekend Oschersleben | Motopark Oschersleben           | 19 septembre        |
| 10     | LG Super Racing Weekend Dubai        | Dubai Autodrome                 | 8 octobre           |
| 11     | LG Super Racing Weekend Zhuhai       | Circuit international de Zhuhai | 14 novembre         |

## Résultats
| Manche | Circuit        | Équipe gagnante GT                                           | Équipe gagnante N-GT                           | Résultats |
| Manche | Circuit        | Pilotes vainqueurs GT                                        | Pilotes vainqueurs N-GT                        | Résultats |
| ------ | -------------- | ------------------------------------------------------------ | ---------------------------------------------- | --------- |
| 1      | Monza          | #2 BMS Scuderia Italia                                       | #50 Yukos Freisinger                           | Résultats |
| 1      | Monza          | Fabrizio Gollin Luca Cappellari                              | Stéphane Ortelli Emmanuel Collard              | Résultats |
| 2      | Valencia       | #2 BMS Scuderia Italia                                       | #99 Freisinger Motorsport                      | Résultats |
| 2      | Valencia       | Fabrizio Gollin Luca Cappellari                              | Lucas Luhr Sascha Maassen                      | Résultats |
| 3      | Magny-Cours    | #5 Vitaphone Racing Team                                     | #99 Freisinger Motorsport                      | Résultats |
| 3      | Magny-Cours    | Michael Bartels Uwe Alzen                                    | Lucas Luhr Sascha Maassen                      | Résultats |
| 4      | Hockenheimring | #1 BMS Scuderia Italia                                       | #99 Freisinger Motorsport                      | Résultats |
| 4      | Hockenheimring | Matteo Bobbi Gabriele Gardel                                 | Lucas Luhr Sascha Maassen                      | Résultats |
| 5      | Brno           | #5 Vitaphone Racing Team                                     | #62 GPC Giesse                                 | Résultats |
| 5      | Brno           | Michael Bartels Uwe Alzen                                    | Christian Pescatori Fabrizio de Simone         | Résultats |
| 6      | Donington      | #17 JMB Racing                                               | #50 Yukos Freisinger                           | Résultats |
| 6      | Donington      | Jaime Melo Karl Wendlinger                                   | Stéphane Ortelli Emmanuel Collard              | Résultats |
| 7      | Spa            | #2 BMS Scuderia Italia                                       | #50 Yukos Freisinger                           | Résultats |
| 7      | Spa            | Fabrizio Gollin Luca Cappellari Enzo Calderari Lilian Bryner | Stéphane Ortelli Emmanuel Collard Romain Dumas | Résultats |
| 8      | Imola          | #5 Vitaphone Racing Team                                     | #99 Freisinger Motorsport                      | Résultats |
| 8      | Imola          | Michael Bartels Uwe Alzen                                    | Lucas Luhr Sascha Maassen                      | Résultats |
| 9      | Oschersleben   | #33 AF Corse                                                 | #99 Freisinger Motorsport                      | Résultats |
| 9      | Oschersleben   | Mika Salo Andrea Bertolini                                   | Lucas Luhr Sascha Maassen                      | Résultats |
| 10     | Dubai          | #1 BMS Scuderia Italia                                       | #99 Freisinger Motorsport                      | Résultats |
| 10     | Dubai          | Matteo Bobbi Gabriele Gardel                                 | Lucas Luhr Sascha Maassen                      | Résultats |
| 11     | Zhuhai         | #33 AF Corse                                                 | #62 GPC Giesse                                 | Résultats |
| 11     | Zhuhai         | Mika Salo Andrea Bertolini                                   | Christian Pescatori Jaime Melo                 | Résultats |

## Classements
Lors des 24 Heures de Spa, les points sont octroyés au bout des 12 premières heures de courses ainsi qu'à la fin de l'épreuve.

### Championnat pilotes
Les points sont octroyés aux 8 premiers classés de chaque catégorie dans l'ordre 10–8–6–5–4–3–2–1.

### Championnat des équipes
Les points sont octroyés aux 8 premiers classés de chaque catégorie dans l'ordre 10–8–6–5–4–3–2–1. Les points sont obtenus par deux voitures maximum pour chaque équipe.

#### Classements GT
| Pos | Équipe                   | Voiture                     | Moteur                | Mc 1 | Mc 2 | Mc 3 | Mc 4 | Mc 5 | Mc 6 | Mc 7 | Mc 8 | Mc 9 | Mc 10 | Mc 11 | Total |
| --- | ------------------------ | --------------------------- | --------------------- | ---- | ---- | ---- | ---- | ---- | ---- | ---- | ---- | ---- | ----- | ----- | ----- |
| 1   | BMS Scuderia Italia      | Ferrari 550 GTS Maranello   | Ferrari 5,9 L V12     | 18   | 18   | 11   | 18   | 6    | 9    | 30.5 | 13   | 15   | 15    | 6     | 159.5 |
| 2   | GPC Giesse Squadra Corse | Ferrari 575 GTC             | Ferrari 6,0 L V12     | 11   |      | 3    | 7    | 5    | 9    | 20   | 7    | 2    | 4     | 4     | 72    |
| 3   | JMB Racing               | Ferrari 575 GTC             | Ferrari 6,0 L V12     | 2    | 7    | 8    |      | 9    | 10   | 11   | 2    | 7    |       | 4     | 60    |
| 4   | Vitaphone Racing Team    | Saleen S7-R                 | Ford 7,0 L V8         |      |      | 10   |      | 10   | 8    |      | 10   |      | 6     |       | 44    |
| 5   | Care Racing Development  | Ferrari 550 GTS Maranello   | Ferrari 5,9 L V12     | 4    |      |      | 6    | 2    | 2    |      | 6    | 4    | 8     | 5     | 37    |
| 6   | Ray Mallock Ltd.         | Saleen S7-R                 | Ford 7,0 L V8         | 1    | 3    |      | 1    |      | 1    | 3    | 1    | 11   | 3     | 2     | 26    |
| 7   | AF Corse                 | Maserati MC12 GT1           | Maserati 6,0 L V12    |      |      |      |      |      |      |      |      |      |       | 18    | 18†   |
| 8   | Creation Autosportif     | Lister Storm                | Jaguar 7,0 L V12      |      | 4    | 2    | 5    | 4    |      | 1    |      |      |       |       | 16    |
| 9   | Zwaans GTR Racing Team   | Chrysler Viper GTS-R        | Chrysler 8,0 L V10    | 3    |      | 1    | 2    |      |      | 5    |      |      |       |       | 11    |
| 10  | Konrad Motorsport        | Saleen S7-R                 | Ford 7,0 L V8         |      |      | 4    |      | 3    |      |      |      |      |       |       | 7     |
| 11  | Reiter Engineering       | Lamborghini Murciélago R-GT | Lamborghini 6,0 L V12 |      | 6    |      |      |      |      |      |      |      |       |       | 6     |
| 12  | Force One Racing Festina | Chrysler Viper GTS-R        | Chrysler 8,0 L V10    |      |      |      |      |      |      | 5.5  |      |      |       |       | 5.5   |
| 13= | JMB                      | Ferrari 575 GTC             | Ferrari 6,0 L V12     |      | 1    |      |      |      |      |      |      |      | 1     |       | 2     |
| 13= | Graham Nash Motorsport   | Saleen S7-R                 | Ford 7,0 L V8         |      |      |      |      |      |      |      |      |      | 2     |       | 2     |
| 15  | Lister Racing            | Lister Storm                | Jaguar 7,0 L V12      |      |      |      |      |      |      | 1    |      |      |       |       | 1     |

† – AF Corse devait initialement n'engranger aucun point du fait de l'absence d'homologation légale de leur Maserati MC12. La voiture a cependant été légalisée pour l'ultime manche où l'équipe a signé un doublé, d'où l'apparition de l'équipe dans le classement.

#### Classements N-GT
| Pos | Équipe                      | Voiture                                        | Moteur                                | Mc 1 | Mc 2 | Mc 3 | Mc 4 | Mc 5 | Mc 6 | Mc 7 | Mc 8 | Mc 9 | Mc 10 | Mc 11 | Total |
| --- | --------------------------- | ---------------------------------------------- | ------------------------------------- | ---- | ---- | ---- | ---- | ---- | ---- | ---- | ---- | ---- | ----- | ----- | ----- |
| 1   | Yukos Freisinger Motorsport | Porsche 911 GT3 RSR (996)                      | Porsche 3,6 L Flat-6                  | 10   | 11   | 14   | 8    | 11   | 10   | 36   | 14   | 13   | 11    |       | 138   |
| 2   | Freisinger Motorsport       | Porsche 911 GT3 RSR (996)                      | Porsche 3,6 L Flat-6                  |      | 10   | 10   | 10   | 8    | 8    | 9.5  | 10   | 10   | 10    | 8     | 93.5  |
| 3   | GPC Giesse Squadra Corse    | Ferrari 360 Modena GT                          | Ferrari 3,6 L V8                      | 8    | 8    |      | 6    | 10   | 4    |      |      | 6    | 10    | 15    | 67    |
| 4   | Proton Competition          | Porsche 911 GT3 RS (996)                       | Porsche 3,6 L Flat-6                  | 6    | 4    | 5    | 5    | 4    | 1    | 7    | 2    | 4    | 3     | 4     | 45    |
| 5   | GruppeM Europe              | Porsche 911 GT3 RSR (996)                      | Porsche 3,6 L Flat-6                  |      |      |      |      |      | 6    | 5.5  |      |      | 5     | 3     | 19.5  |
| 6   | Vonka Racing                | Porsche 911 GT3 R (996)                        | Porsche 3,6 L Flat-6                  |      | 3    | 4    |      | 3    |      |      | 1    | 2    |       | 6     | 19    |
| 7=  | AB Motorsport               | Porsche 911 GT3 RS (996)                       | Porsche 3,6 L Flat-6                  | 5    |      |      | 4    |      |      |      | 3    |      |       |       | 12    |
| 7=  | JWR                         | Porsche 911 GT3 RS (996)                       | Porsche 3,6 L Flat-6                  |      |      |      |      |      | 3    | 9    |      |      |       |       | 12    |
| 9   | Jens Petersen               | Porsche 911 GT3 RS (996)                       | Porsche 3,6 L Flat-6                  |      |      |      |      |      | 2    |      | 4    | 3    |       |       | 9     |
| 10= | Scuderia Ecosse             | Ferrari 360 Modena GT                          | Ferrari 3,6 L V8                      |      |      |      |      |      | 5    |      |      |      |       |       | 5     |
| 10= | Autorlando Sport            | Porsche 911 GT3 RSR (996)                      | Porsche 3,6 L Flat-6                  |      |      |      |      |      |      | 5    |      |      |       |       | 5     |
| 10= | Mik Corse                   | Ferrari 360 Modena GT                          | Ferrari 3,6 L V8                      |      |      |      |      |      |      |      | 5    |      |       |       | 5     |
| 13  | Seikel Motorsport           | Porsche 911 GT3 RS (996)                       | Porsche 3,6 L Flat-6                  |      |      |      |      |      |      | 3    |      |      |       |       | 3     |
| 14= | JVG Racing                  | Porsche 911 GT3 RS (996)                       | Porsche 3,6 L Flat-6                  |      |      |      |      | 2    |      |      |      |      |       |       | 2     |
| 14= | Cirtek Motorsport           | Porsche 911 GT3 RS (996) Ferrari 360 Modena GT | Porsche 3,6 L Flat-6 Ferrari 3,6 L V8 |      |      |      |      |      |      | 2    |      |      |       |       | 2     |
| 16  | Machánek Racing             | Porsche 911 GT3 RSR (996)                      | Porsche 3,6 L Flat-6                  |      |      |      |      | 1    |      |      |      |      |       |       | 1     |